# Ярмарок суєти
«Я́рмарок суєти́» («Ярмарок марнославства», англ. Vanity Fair: A Novel without a Hero) — роман англійського письменника Вільяма Мейкпіса Текерея про епоху Наполеонівських війн, який публікувався в сатиричному журналі «Punch» з січня 1847 по липень 1848 року.

## Сюжет
Головні героїні, міс Емілі Седлі (Amelia Sedley) і міс Ребекка (Беккі) Шарп, навчаються разом у приватному пансіоні міс Пінкертон.
Емілі — дочка успішного комерсанта, характеризується лагідною вдачею і користується загальним обожнюванням. Беккі ж — сирота, донька художника-п'яниці і французької танцівниці, які залишили у спадок своїй дочці лише яскраву зовнішність, артистизм, розум і блискуче знання французької мови. Вона живе у міс Пінкертон і здобуває освіту, виконуючи обов'язки вчительки французької для молодших вихованок.
Емілі Седлі — єдина людина, до якої Беккі ставиться з майже щирою добротою. «Майже» — оскільки дружбу отруює як усвідомлення Беккі нерівності їх положення, так і те, що Емілія, яка завжди мала всього вдосталь, не може зрозуміти проблем Беккі і допомогти своїй подрузі.
Дівчата залишають пансіон разом. Емілі — для того, щоб оселитися з батьками і незабаром одружитися з сином заможного ділка Джорджа Осборна, якого вона обожнює. Беккі ж отримала місце гувернантки в одній збіднілій аристократичній сім'ї, але перш ніж стати до своїх обов'язків, вона на запрошення подруги деякий час погостює у неї.
У будинку Седлі міс Шарп зустрічає брата Емілі, містера Джоза Седлі, незграбного, марнославного, але цілком добродушного чиновника Ост-Індської компанії. Ребекка всіма силами намагається схилити його до пропозиції руки і серця, але внаслідок нерішучості Джоза і втручання Джорджа Осборна, нареченого Емілі, який не бажає родичатися з «гувернанткою», Ребекка зазнає поразки.
Вона змушена залишити Седлі і вирушити до сімейства Кроулі. У будинку, де мешкають сер Пітт Кроулі (химерний старий чоловік, що з'їхав з глузду) з дружиною, його син містер Пітт Кроулі і молодші дочки, Ребекка незабаром домагається довіри і прихильності. Але родина сера Пітта, незважаючи на родинний маєток, величезну кількість славетних предків і місце в Палаті громад, живе у бідноті, і всі його члени нетерпляче чекають смерті сестри сера Пітта, багатої міс Матильди Кроулі. Сама міс із задоволенням приймає загальне поклоніння її багатству, але збирається залишити ні з чим своїх братів і старшого племінника, добропорядного і нудного Пітта, зробивши своїм спадкоємцем молодшого племінника, офіцера Родона Кроулі. Під час відвідин міс Кроулі маєтку сера Пітта Беккі завойовує її симпатію і вже за її бажанням їде з нею до Лондона. Але місце компаньйонки у примхливої старої насправді хитке, тому Беккі вирішує вжити заходів задля зміцнення свого становища. І, коли овдовілий сер Пітт приїжджає до Лондона, щоб зробити міс Шарп пропозицію стати черговою леді Кроулі, Ребекка змушена відповісти відмовою — вона вже таємно повінчана з сином сера Пітта і улюбленцем міс Матильди Родоном, який шалено в неї закоханий.
Тим часом Емілі теж збирається вийти заміж за Джорджа Осборна. Але несподівано містер Седлі-старший банкрутує, і старий Осборн не дозволяє своєму синові одружуватися з дочкою банкрута. Незважаючи на заборону, а також той факт, що сам Джордж зовсім не відчуває до Емілі пристрасної любові, він усе ж одружується з нею. Це відбувається, головним чином, завдяки домовленостям друга Джорджа, Вільяма Доббіна, який сам таємно закоханий в Емілі, але, розуміючи, що дівчина думає тільки про Джорджа, вирішує відступити в бік і, нагадуючи молодому і марнославному Осборну про офіцерську честь, яку не прикрасить відмова від шлюбу з дівчиною лише з причини її раптової бідності.
Весілля відбулося, і медовий місяць молодята проводять разом з подружжям Кроулі, Беккі і Родоном. Хоча не минуло й тижня після весілля, як Джордж Осборн захопився місіс Кроулі. Від утечі з Ребеккою його «врятувала» війна з Наполеоном. Родон і Джордж беруть участь у битві при Ватерлоо, але Осборн з неї не повертається. Таким чином, про нього залишилася вічна пам'ять і вічна відданість дружини.
Незабаром в Емілії народжується син Джорджі, а у Беккі син Родон (обидва названі на честь батьків). Тим часом помер старий сер Пітт Кроулі, і на чолі сім'ї тепер його син Пітт. Беккі з чоловіком і сином намагаються прорватися у вищий світ, відвідуючи різні світські заходи, заводячи знайомства з «гідними» людьми. Але до добра це не довело, і одного разу Родон застав дружину під час сумнівного побачення з багатим шанувальником лордом Стайном. Оскаженілий чоловік знаходить у неї в секретері схованку з грошима, хоча, на його думку, сім'я перебуває у тяжкому становищі. Наближається дуель, але через посередників Стайн і Родон відмовляється від неї, і наступного дня Родон дізнається, що призначений на місце губернатора острова Ковентрі. Родон кидає дружину, хоча і висилає їй щорічне утримання. Деякий час потому він помер від хвороби, яка перебігала з гарячкою, за тиждень до смерті свого брата Пітта. Всі статки Кроулі успадковує син Родона і Ребекки, Родон-молодший.
Після скандалу з лордом Стайном Ребекка вигнана з лондонського суспільства, і вона мандрує Європою в пошуках щастя. Їй довелося вести вкрай аморальне життя, стати майже циганкою. Але тут вона зустрічається з Емілією, майором Доббіном і Джозом Седлі. Від Ребекки Емілі дізнається, що її колишній чоловік Джордж насправді ніколи її не любив, і виходить заміж за Доббіна. Результатом шлюбу стала дівчинка Джейн.
Беккі ж знову намагалася спокусити Джоза, і цього разу їй це вдалося. Однак через кілька років Джоз помер, залишаючи Ребеці за заповітом лише половину страховки: весь статок Джозефа до того моменту виявився розтраченим через невдалі махінацій Ребекки. Ребекка залишилася одна, її син Родон, не поновив стосунки з матір'ю, але надав їй фінансову підтримку.

## Про твір
«Ярмарок суєти», найкращий твір Текерея, не можна збагнути без урахування як попередніх його книг, так і публіцистики письменника, яку він писав одночасно з романом у 1847—1848 pp. Його нариси, статті та вірші цього періоду утворюють художньо-публіцистичний цикл, присвячений чартизму, ірландському національно-визвольному рухові, лютневій революції у Франції. Порівняння циклу з романом засвідчує, що письменник відгукувався як на «вічні» проблеми буття, так і на найактуальніші проблеми сьогодення. Його роман поставав з самих «низів» літератури — з нарисів, замальовок, карикатур, малюнків з підписами. В результаті був створений оригінальний жанр сатирично-гумористичного епічного роману, що увібрав всі улюблені письменником жанри — есе, комічну новелу, вірш, малюнок, пародію, байку, жанрову сцену тощо. Книга вирізняється точністю історично-побутових реалій, широтою охоплення соціальних явищ. У ній віддзеркалено чимало історичних подій 1813—1833 pp. (хоча, звісно, і не всі).
Цілісність і епічний розмах досягнуті в романі завдяки продуманості і широті його задуму. Образ Ярмарку марнославності, що поєднує всі компоненти виповідання, постає як символ, який містить не лише осуд марнотності земного існування, а й звеличення земних утіх. Сюжетним центром книги автор зробив одну з вічних тем світової культури — історію двох жінок, подруг і суперниць.
«Ярмарок суєти» позначений синтезом історичного та сучасного роману. Минуле, теперішнє та майбутнє є рівними для автора перед лицем гри фатуму, саме тому Текерей іронічно зближує в романі далеке та близьке, велике та мале, героїчне та побутове. Спираючись на думку Франсуа де Ларошфуко про те, що люди можуть бути «відважними від боягузтва», письменник подає парадоксально «перекручене» розташування розділів про Ватерлоо, коли військові епізоди стають лише невеликим доважком до розлогих тилових сцен, які сатирично змальовують паніку, страх, інтриги тих, хто наживається на перемозі чи поразці Наполеона. Сама битва уподібнюється до хлоп'ячої бійки, а імператор порівнюється з маріонеткою, Текерей називає Наполеона «найясновельможнішим статистом».
Експериментально-ігровий підхід до історії та побуту в романі передається й образом автора-оповідача, який виконує функції блазня-актора, а також режисера лялькового спектаклю і коментатора подій. Цей персонаж влаштовує трюки та фокуси з перевдяганням героїв, втягує читача-глядача (у романі майже двісті авторських малюнків) в обговорення подій та героїв книги.
Найяскравішою, найефектнішою постаттю на цьому Ярмарку марнославності є Ребекка Шарп, образ якої завдяки своїй багатовимірності і досі залишається джерелом різноманітних інтерпретацій. Вона показана як жива особистість і водночас як «маска», точніше, низка втілень, що їй передують, й узагальнення багатовікового філогенезу даного типу («павук», «змія», «лисиця», «сирена», «Клеопатра», «Клітемнестра» тощо). Текерей не лише викриває свою героїню як бездушну авантюристку, а й відтворює драму талановитої людини, котра заради марнотної мети занапащає свій талант.
Справжню «комедію помилок» (цю назву комедії Вільям Шекспіра Текерей використав у тексті роману) переживають, по суті, всі персонажі роману — як негативні, так і позитивні. За висловом письменника, вони втягнуті у «вічний вир горя і страждання». Але автор усім художнім ладом книги наче намагається перевести правила життєвої гри у творчий план, пропонує нам перетворювати життя на мистецтво і таким чином ушляхетнювати, одухотворювати його.

## Екранізації
Німе кіно:
- 1911 — «Ярмарок суєти». Режисер Чарльз Кент. У ролі Ребекки — Хелен Гарднер, у ролі Емілиї — Роуз Теплі.
- 1915 — «Ярмарок суєти». Режисер Чарльз Бребін. В ролі Ребекки — Мінні Маддерн Фіске, в ролі Емілії — Хелен Фултон.
- 1922 — «Ярмарок суєти». Режисер Кортні Роуден. В ролі Ребекки — Космо Кьорлі Белью.
- 1923 — «Ярмарок суєти». Режисер Хьюго Беллін. В ролі Ребекки — Мейбл Беллін, в ролі Емілії — Елінор Бордман.

Звукове кіно:
- 1932 — «Ярмарок суєти». Режисер Честер М. Франклін. В ролі Ребекки — Мірна Лой, в ролі Емілії — Барбара Кент.
- 1935 — «Беккі Шарп». Режисер Рубен Мамулян. В ролі Ребекки — Міріам Хопкінс (номінація на премію «Оскар» за найкраще виконання головної жіночої ролі), в ролі Емілії — Френсіс Ді.
- 2004 — «Ярмарок суєти». Режисер — Міра Наїр. В ролі Ребекки — Різ Візерспун, в ролі Емілії — Ромола Гараї.

Телевізійні постановки:
- 1967 — «Ярмарок суєти», міні-серіал каналу BBC. Режисер Рекс Такер. В ролі Ребекки — Сьюзен Гемпшир, в ролі Емілії — Мерилін Тайлерсон.
- 1976 — «Ярмарка тщеславия», телеспектакль в постановці Московського Державного академічного Малого театру Союза РСР, виробницство ТО "Экран" СРСР.
- 1987 — «Ярмарок суєти», міні-серіал каналу BBC. В ролі Ребекки — Ів Метісон, в ролі Емілії — Ребекка Шеїр.
- 1998 — «Ярмарок суєти», міні-серіал каналу BBC. Режисер Марк Манден. В ролі Ребекки — Наташа Літтл, в ролі Емілії — Френсіс Грей.

## Адаптації
- П'єса «Беккі Шарп» Ленгдона Елвіна Мітчела.